# Amata interniplaga
Amata interniplaga là một loài bướm đêm thuộc phân họ Arctiinae, họ Erebidae.